# Thompson Oliha
Thompson Oliha (Benin City, 4 de outubro de 1968 - Ilorin, 30 de junho de 2013) foi um futebolista profissional nigeriano que jogava 
como meia. Disputou a Copa de 1994 e duas edições da Copa Africana de Nações (1992 e 1994).

## Carreira
Por clubes, atuou por Bendel Insurance e Iwuanyanwu Nationale em seu país. 
No exterior, além de ter representado Africa Sports (Costa do Marfim), Maccabi Ironi Ashdod (Israel) e Antalyaspor (Turquia), seu último time. 
Uma grave lesão encerrou prematuramente a carreira de Oliha em 1996, aos 27 anos.

## Seleção
Oliha integrou a Seleção Nigeriana de Futebol na Copa das Nações Africanas de 1994, na Tunísia.
Oliha, que defendeu a Seleção Nigeriana de Futebol entre 1988 e 1994 (31 jogos, dois gols). 

## Falecimento
Morreu devido a complicações de malária em junho de 2013, na cidade de Ilorin.

## Títulos
Nigéria
- Copa das Nações Africanas: 1994